# 사랑 이야기 (1992년 미국 영화)
《사랑 이야기》(영어: Forever Young)는 미국에서 제작된 스티브 마이너 감독의 1992년 판타지 로맨틱 드라마 영화이다. 멜 깁슨 등이 출연하였고, 브루스 데이비 등이 제작에 참여하였다. 각본은 원안 〈The Rest of Daniel〉을 쓴 J. J. 에이브럼스가 맡았다.

## 출연진
- 멜 깁슨
- 제이미 리 커티스
- 일라이자 우드
- 이저벨 글래서
- 조지 웬트
- 조 모턴
- 니컬러스 서로비
- 마이클 A. 고지언
- 버로니카 로런
- 아트 러플루어
- 에릭 피어포인트
- 리처드 라이더
- 월턴 고긴스

## 기타 제작진
- 배역: 매리언 도허티
- 미술: 그레그 폰세이카
- 의상: 애기 거라드 로저스

## 우리말 녹음
SBS 성우진 (1995년 12월 29일)
- 양지운 - 대니얼 (멜 깁슨)
- 이향숙 - 헬렌 (이저벨 글래서)
- 박상일 - 해리 (조지 웬트)
- 김태연 - 존 (니컬러스 서로비)
- 이윤선
- 이연희
- 이호인
- 김민석
- 양정애
- 장호비